# 6578 Zapesotskij
6578 Zapesotskij è un asteroide della fascia principale. Scoperto nel 1980, presenta un'orbita caratterizzata da un semiasse maggiore pari a 2,4217874 UA e da un'eccentricità di 0,1873488, inclinata di 3,58396° rispetto all'eclittica.